# 26 East, Volume 1
26 East, Volume 1 is een studioalbum van Dennis DeYoung. Hij maakte jarenlang deel uit van Styx en ook uit dit album blijkt wat zijn invloed was op de muziek van die band. Het album is opgenomen in allerlei studios. Het was de bedoeling dat dit het laatste album van DeYoung zou zijn (hij is hier 73), maar er was zoveel inspiratie dat platenlabel Frontiers Records voorstelde er twee albums van te maken. Deel 2 verscheen in 2021.  26 East (101st Place) in Chicago was het huisadres van een opgroeiende DeYoung. De muziek is in de stijl van Styx, rock met een vleugje progressieve rock.

## Musici
- Dennis DeYoung – alle muziekinstrumenten behalve:
- Jim Peterik – gitaar, basgitaar, toetsinstrumenten, zang, vuvuzela
- August Zadra – elektrische gitaar, zang
- Jimmy Leahy – akoestische en elektrische gitaar
- Craig Carter – basgitaar, zang
- Mike Morales – drumstel
- John Blasucci – toetsinstrumenten
- Suzanne DeYoung – achtergrondzang
- Mike Aquino – elektrisch gitaar
- Kevin Chalfant – achtergrondzang
- Matthew DeYoung – drumstel op To the good old days
- Ed Breckenfeld – drumstel op Unbroken
- Children’s Choir of Chicago –zang (o.l.v. Josephine Lee)
- Julian Lennon – zang To the good old days

## Muziek
| Nr. | Titel                                             | Duur |
| --- | ------------------------------------------------- | ---- |
| 1.  | East of midnight (DeYoung, Peterik, John Melnick) | 5:04 |
| 2.  | With all due respect (DeYoung, Peterik)           | 4:47 |
| 3.  | A kingdom blaze (DeYoung)                         | 5:50 |
| 4.  | You my love (DeYoung)                             | 3:59 |
| 5.  | Run for the roses (DeYoung, Peterik)              | 4:31 |
| 6.  | Damn that dream (DeYoung, Peterik)                | 4;12 |
| 7.  | Unbroken (DeYoung, Peterik)                       | 4:49 |
| 8.  | The promise of this land (DeYoung)                | 5:10 |
| 9.  | To the good old days (DeYoung, Lennon)            | 4:06 |
| 10. | AD 2020 (DeYoung)                                 | 0:56 |

AD2020 stamt uit de Styx-periode..